# Rocas Alijos
A Rocas Alijos vagy Islas Los Alijos egy három nagyobb és több kisebb sziklából álló együttes a Csendes-óceánban. Közigazgatásilag Mexikó Déli-Alsó-Kalifornia államához, azon belül Comondú községhez tartozik. A legközelebbi szárazföld, a Kaliforniai-félsziget majdnem 300 km távolságra fekszik.
A vulkanikus eredetű sziklák összterülete kevesebb, mint 1000 m². A legnagyobb közülük a déli, amely 34 méter magas, viszont mindössze 14 méter átmérőjű.
A sziklák egy térképen már 1598-ban szerepeltek, de az első leírást csak 1704-ben adta róluk egy John Clipperton nevű kalóz. 1791 körül egy spanyol tengerész részletesebben és pontosabban is leírta őket.

## Élővilág
A környék vizeiben élő számos halfaj mellett a sziklákon térségében többféle védett emlőst (csendes-óceáni fehérsávos delfin, Guadalupe-medvefóka, Baird-féle csőröscet, Blainville-féle csőröscet, Gervais-féle csőröscet és ginkgofogú csőröscet) és egy védett madárfajt, az antillai csért is megfigyelték már.